# Fujiwara no Kamatari
Fujiwara no Kamatari (藤原 鎌足, 614 – 14 de Novembro de 669) era um estadista  e político japonês durante a período Asuka (538 – 710). Kamatari nasceu no Clã Nakatomi e tornou-se o fundador do Clã Fujiwara. Ele, junto com o Clã Mononobe, foram os defensores do Xintoísmo e lutaram contra a introdução do budismo no Japão. O Clã Soga, era o defensor do budismo no período Asuka. Quando o clã  Soga derrotou Kamatari e o clã Mononobe o budismo tornou-se a religião dominante na corte imperial. Kamatari, junto com o príncipe Naka no Ōe, que mais tarde se tornou o Imperador Tenji (626-672), lançou a Reforma Taika de 645, que centralizou e fortaleceu o governo imperial. Pouco antes de sua morte, Kamatari  recebeu do Imperador Tenji o título honorífico de Taishokan e o sobrenome Fujiwara, estabelecendo assim o clã Fujiwara.

## Biografia
Kamatari era filho de Nakatomi no Mikeko, e foi chamado Nakatomi no Kamatari ao nascer. Amigo e apoiador do Príncipe Naka no Ōe, mais tarde empossado Imperador Tenji. Kamatari era praticante do Jingi-no-Haku, ou Xintoísmo. Como tal, ele foi um dos principais oponentes do crescente poder do Budismo na Corte e no país. Como resultado, em 645, o príncipe Naka no Ōe e Kamatari tramaram o chamado Incidente Isshi,  eles mataram Soga no Iruka que tinha uma forte influência sobre a Imperatriz Kogyoku, depois disso, o pai de Iruka, Soga no Emishi, cometeu Seppuku.
A Imperatriz Kogyoku foi forçada a abdicar em favor de seu irmão mais novo, que se tornou o Imperador Kotoku; que nomeou Kamatari naidaijin (Ministro Interior).
Kamatari foi um líder no desenvolvimento do que se tornou conhecido como a Reforma Taika, um grande conjunto de reformas que tinha como base modelos chineses e visava reforçar o poder imperial. Kamatari foi um dos principais responsáveis pelo desenvolvimento do código legal japonês conhecido como Sandai-kyaku-shiki, e por vezes referido como as Regras e Regulamentos das Três Gerações.
Durante a sua vida Kamatari continuou a apoiar o príncipe Naka no OE, que se tornou Imperador Tenji em 661. Tenji concedeu-lhe o posto mais alto  Taishokan e o nome de um novo clã, Fujiwara, como honra.

## Legado

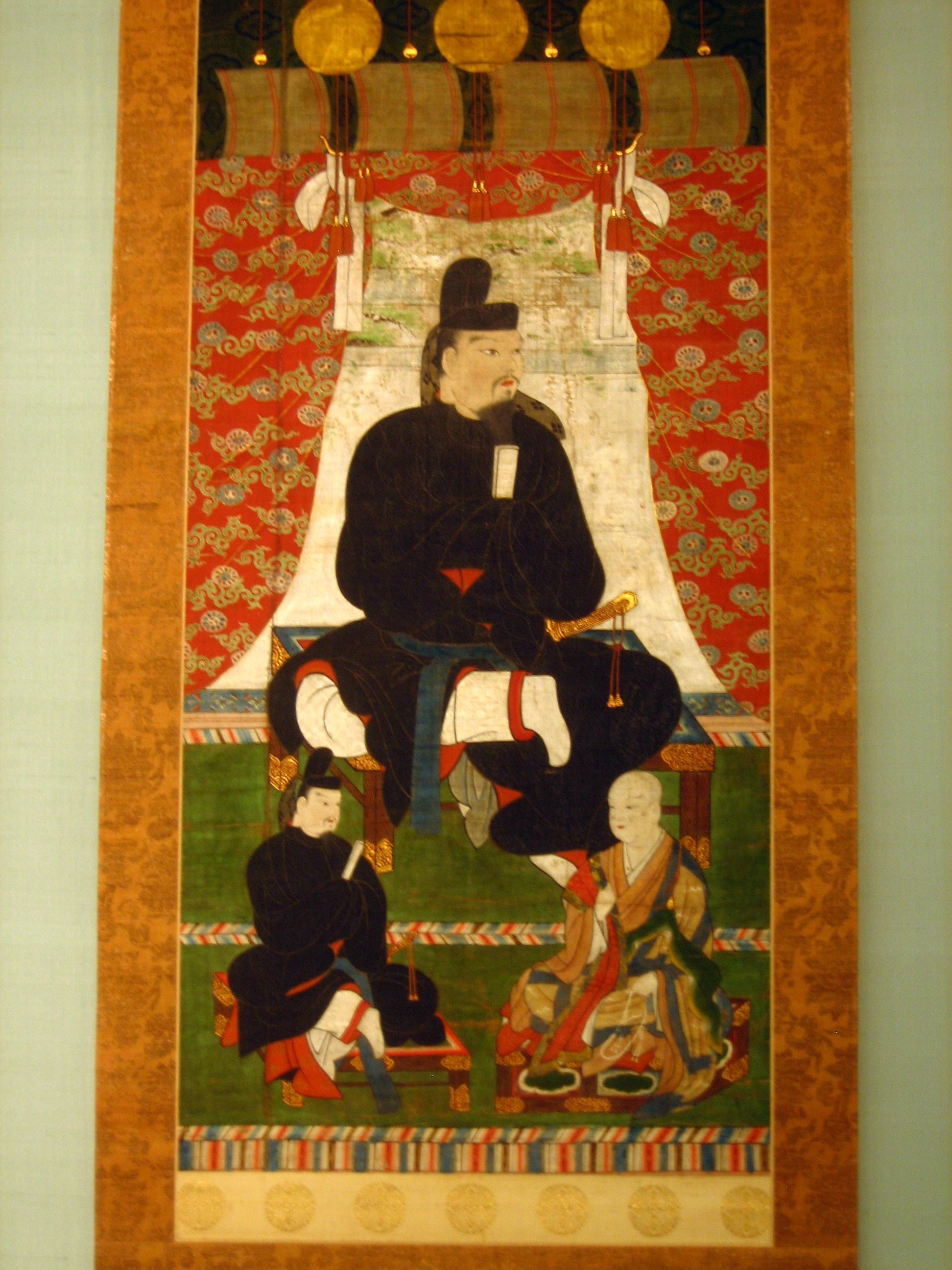
Fujiwara no Kamatari com seus filhos Joē e Fuhito.

Seu filho Fujiwara no Fuhito (ou Fubito). O sobrinho de Kamatari, Nakatomi no Omimaro tornou-se líder do Santuário de Ise, e deixou de usar o nome Nakatomi.
No século XIII, a principal linha da família Fujiwara estava dividida em cinco casas: Konoe, Takatsukasa, Kujō, Nijō e Ichijō. Nestas cinco famílias, eram preparados os regentes para os Imperadores, e por isso eram conhecidas  como as Cinco Casas Regentes.  O clã Tachibana alega descendência da Fujiwara mas não confirmada. O Imperador Montoku do Clã Taira era descendente por parte de mãe dos Fujiwara.
Até o casamento do príncipe herdeiro Hirohito (postumamente chamado Imperador Shōwa) com a princesa Kuni Nagako (postumamente chamada Imperatriz Kōjun), em janeiro de 1924, os principais consortes dos imperadores e príncipes da coroa sempre foram de um dos Sekke Fujiwara.
As princesas imperiais eram muitas vezes casadas com senhores Fujiwara - ao longo de mais de um milênio. Isso até bem recentemente como a terceira filha do Imperador Showa, a falecida ex-princesa Takanomiya (Kazoku), e a filha mais velha do Príncipe Mikasa, a ex-princesa Yasuko, que casaram-se com as famílias Takatsukasa e Konoe, respectivamente. A Imperatriz Shoken era uma descendente do clã Fujiwara e através de Hosokawa Garasha do Clã Minamoto. Da mesma forma uma filha de Tokugawa Yoshinobu se casou com um primo de segundo grau do Imperador Showa.